# Herrarnas hopp i freestyle vid olympiska vinterspelen 2014

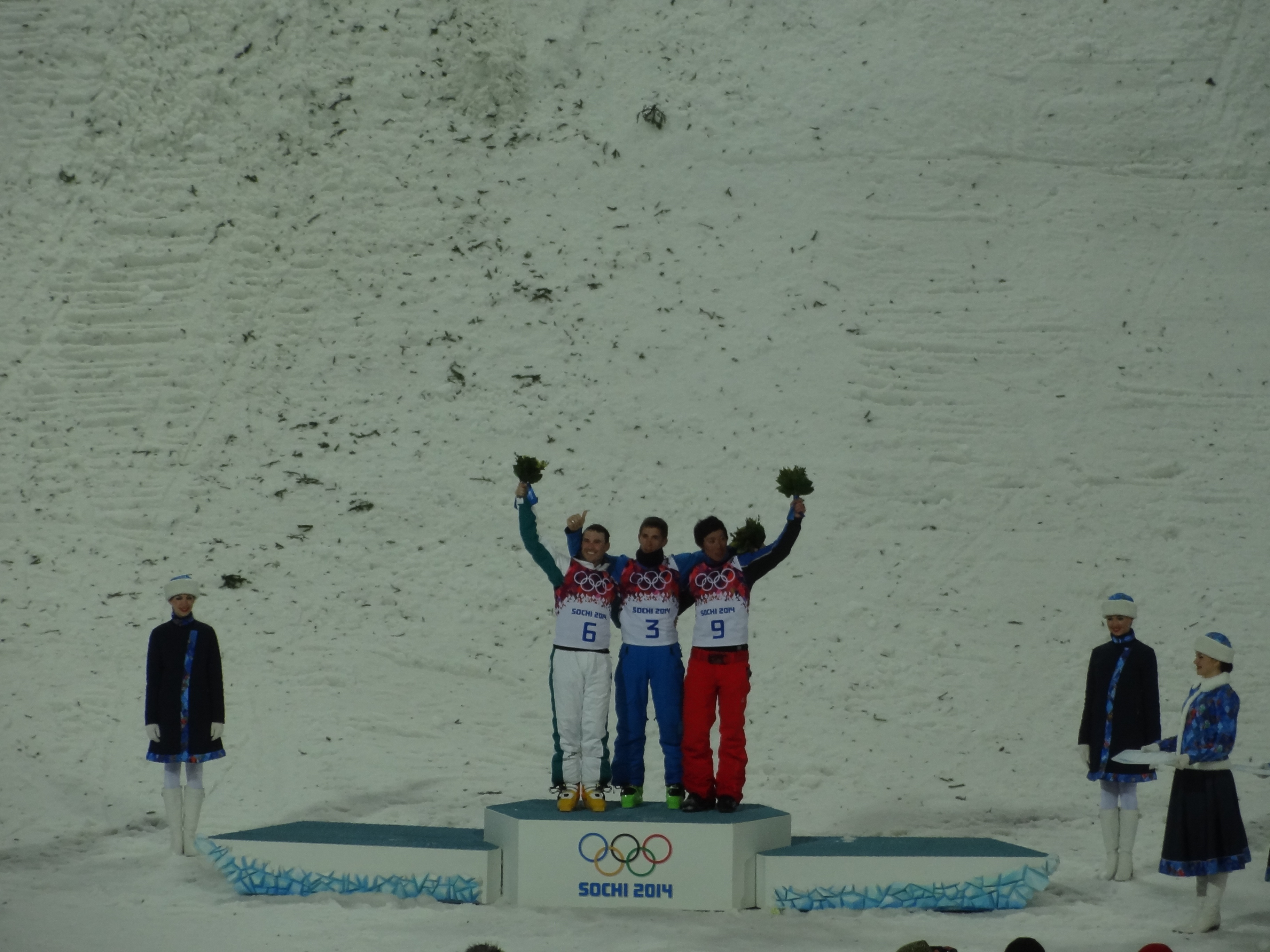
Medaljörerna. Från vänster: David Morris, Anton Kusjnir och Jia Zongyang.

Herrarnas hopp i freestyle vid olympiska vinterspelen 2014 hölls i Roza Chutor extrempark den 17 februari 2014. Tävlingen avgjordes i två kval och tre finaler under samma dag, varav topp-3 i den sista finalen fick medaljerna.

## Medaljörer
| Spel | Guld                | Silver             | Brons              |
| Hopp | Anton Kusjnir (BLR) | David Morris (AUS) | Jia Zongyang (CHN) |

## Resultat

### Kval 1
21 tävlande startade i det första kvalet varav de sex första gick vidare till final .
| Placering | Start- nummer | Namn                 | Land       | Poäng  | Noteringar |
| --------- | ------------- | -------------------- | ---------- | ------ | ---------- |
| 1         | 9             | Jia Zongyang         | Kina       | 118,59 | Q          |
| 2         | 6             | David Morris         | Australien | 118,59 | Q          |
| 3         | 11            | Renato Ulrich        | Schweiz    | 115,84 | Q          |
| 4         | 2             | Qi Guangpu           | Kina       | 113,57 | Q          |
| 5         | 7             | Wu Chao              | Kina       | 110,62 | Q          |
| 6         | 12            | Oleksandr Abramenko  | Ukraina    | 109,50 | Q          |
| 7         | 3             | Anton Kusjnir        | Belarus    | 107,52 |            |
| 8         | 13            | Dzmitryj Dasjtjynski | Belarus    | 106,64 |            |
| 9         | 8             | Pavel Krotov         | Ryssland   | 106,33 |            |
| 10        | 19            | Ilya Burov           | Ryssland   | 105,88 |            |
| 11        | 14            | Mac Bohonnon         | USA        | 104,79 |            |
| 12        | 26            | Mykola Puzderko      | Ukraina    | 98,41  |            |
| 13        | 18            | Thomas Lambert       | Schweiz    | 96,83  |            |
| 14        | 22            | Mischa Gasser        | Schweiz    | 96,52  |            |
| 15        | 25            | Timofei Slivets      | Ryssland   | 87,33  |            |
| 16        | 27            | Sergei Berestovskiy  | Kazakstan  | 82,84  |            |
| 17        | 23            | Denis Osipau         | Belarus    | 81,86  |            |
| 18        | 1             | Liu Zhongqing        | Kina       | 80,09  |            |
| 19        | 5             | Travis Gerrits       | Kanada     | 76,92  |            |
| 20        | 4             | Aljaksej Hrysjyn     | Belarus    | 76,82  |            |
| 21        | 28            | Baglan Inkarbek      | Kazakstan  | 60,16  |            |

### Kval 2
15 tävlande startade i det andra kvalet. De sex första gick vidare till final .
| Placering | Bib | Namn                 | Land      | Poäng  | Noteringar |
| --------- | --- | -------------------- | --------- | ------ | ---------- |
| 1         | 13  | Dzmitryj Dasjtjynski | Belarus   | 117,19 | Q          |
| 2         | 3   | Anton Kusjnir        | Belarus   | 115,38 | Q          |
| 3         | 8   | Pavel Krotov         | Ryssland  | 115,05 | Q          |
| 4         | 5   | Travis Gerrits       | Kanada    | 112,39 | Q          |
| 5         | 23  | Denis Osipau         | Belarus   | 111,05 | Q          |
| 6         | 14  | Mac Bohonnon         | USA       | 110,18 | Q          |
| 7         | 25  | Timofei Slivets      | Ryssland  | 108,41 |            |
| 8         | 18  | Thomas Lambert       | Schweiz   | 89,38  |            |
| 9         | 4   | Aljaksej Hrysjyn     | Belarus   | 88,94  |            |
| 10        | 19  | Ilya Burov           | Ryssland  | 86,73  |            |
| 11        | 27  | Sergei Berestovskiy  | Kazakstan | 85,30  |            |
| 12        | 22  | Mischa Gasser        | Schweiz   | 83,91  |            |
| 13        | 28  | Baglan Inkarbek      | Kazakstan | 79,31  |            |
| 14        | 26  | Mykola Puzderko      | Ukraina   | 77,88  |            |
| 15        | 1   | Liu Zhongqing        | Kina      | 77,83  |            |

### Final
Tre finalomgångar kördes.
| 1 | 3  | Anton Kusjnir        | Belarus    | 119,03 | 2  | 115,84           | 3                | 134,50           | 1                |                  |                  |
| 2 | 6  | David Morris         | Australien | 101,87 | 8  | 115,05           | 4                | 110,41           | 2                |                  |                  |
| 3 | 9  | Jia Zongyang         | Kina       | 110,41 | 4  | 117,70           | 1                | 95,06            | 3                |                  |                  |
| 4 | 2  | Qi Guangpu           | Kina       | 121,24 | 1  | 116,74           | 2                | 90,00            | 4                |                  |                  |
|   | 14 | Mac Bohonnon         | USA        | 105,21 | 7  | 113,72           | 5                | Gick inte vidare | Gick inte vidare | Gick inte vidare | Gick inte vidare |
|   | 12 | Oleksandr Abramenko  | Ukraina    | 119,03 | 3  | 113,12           | 6                | Gick inte vidare | Gick inte vidare | Gick inte vidare | Gick inte vidare |
|   | 5  | Travis Gerrits       | Kanada     | 107,29 | 6  | 111,95           | 7                | Gick inte vidare | Gick inte vidare | Gick inte vidare | Gick inte vidare |
|   | 13 | Dzmitryj Dasjtjynski | Belarus    | 108,41 | 5  | 100,45           | 8                | Gick inte vidare | Gick inte vidare | Gick inte vidare | Gick inte vidare |
|   | 23 | Denis Osipau         | Belarus    | 99,36  | 9  | Gick inte vidare | Gick inte vidare | Gick inte vidare | Gick inte vidare |                  |                  |
|   | 8  | Pavel Krotov         | Ryssland   | 96,46  | 10 | Gick inte vidare | Gick inte vidare | Gick inte vidare | Gick inte vidare |                  |                  |
|   | 7  | Wu Chao              | Kina       | 82,30  | 11 | Gick inte vidare | Gick inte vidare | Gick inte vidare | Gick inte vidare |                  |                  |
|   | 11 | Renato Ulrich        | Schweiz    | 80,53  | 12 | Gick inte vidare | Gick inte vidare | Gick inte vidare | Gick inte vidare |                  |                  |